# Siedlec
Siedlec [pronunciación en polaco: /ˈɕɛdlɛt͡s/] Es un pueblo en el distrito administrativo de Gmina Bochnia, dentro de Distrito de Bochnia, Voivodato de Pequeña Polonia, en el sur de Polonia. Se encuentra aproximadamente 10 kilómetros al suroeste de Bochnia y 30 kilómetros al sureste de la capital regional, Cracovia.